# Una noche sin luna
Una noche sin luna é um filme de comédia dramática argentino-uruguaio de 2014 dirigido e escrito por Germán Tejeira.
Foi selecionado como representante do Uruguai à edição do Oscar 2015, organizada pela Academia de Artes e Ciências Cinematográficas.

## Elenco
- Roberto Suárez - Antonio
- Daniel Melingo - Molgota
- Marcel Keoroglian - César
- Elisa Gagliano - Laura